# Křížová cesta (Křemešník)
Křížová cesta na Křemešníku, kopci nad Novým Rychnovem, se nachází 8 kilometrů východně od Pelhřimova.

## Historie
Křížová cesta je tvořena třinácti kamennými kapličkami s nikou, ve které jsou obrázky s pašijovými výjevy. Vede od pramene "Zázračná studánka" nahoru ke kostelu Nejsvětější Trojice a je zakončena jeskyní, symbolizující Boží hrob. V něm je uložena kamenná socha Kristova těla od sochaře Antonína Bílka.
Cesta byla stavěna v letech 1903–1906. Autorem podoby kapliček byl Antonín Thein z Černova, terakotové reliéfy vytvořil Viktor Foerster a sochu pro Boží hrob zhotovil Antonín Bílek, bratr Františka Bílka. Křížová cesta byla vysvěcena v den 34. narozenin děkana Vaňka dne 15. července 1906 františkánským mnichem P. Kajetánem Fischerem z Votice.
Původní reliéfy zastavení byly zničeny za 2. světové války, nové namaloval výtvarník Raimund Ondráček. Také původní cihlové kapličky byly v roce 1947 nahrazeny žulovými, projektovanými arch. Františkem Řehákem a postavenými stavitelem Šmídem z Černova. Posvěceny byly o oktávu velké pouti.
Podoby kapliček křížové cesty navrhovali též arch. Bílek (v podobě květin) a arch. Foerster. Tyto návrhy nebyly vybrány.

### Poutní místo
Roku 1555 spadl pelhřimovský měšťan Matouš Chejstovský do stříbrného dolu a učinil slib, že vyvázne-li z jámy, vystaví na temeni kopce kapli ke cti Nejsvětější Trojice. Nevelká dřevěná kaplička se poté stala cílem lidových poutí. Město Pelhřimov nechalo roku 1651 vystavět novou zděnou kapli. V letech 1710–1720 vznikl poutní kostel, k němuž byly roku 1734 přistavěny ambity. Roku 1750 kostel světil pražský světící biskup A. Vokoun.
Součástí poutního místa je léčivý pramen Zázračná studánka, který vyvěrá periodicky od předjaří okolo svátku svatého Matěje (24. února) a přestává téct v červnu. Někdy vyvěrá ještě na podzim.